# Tailored Access Operations
Pour les articles homonymes, voir TAO.
Le bureau des Tailored Access Operations (français : Opérations d'accès sur mesure) (TAO) est un service de la National Security Agency (NSA), une agence de renseignement des États-Unis,. Active depuis 1997, cette équipe identifie, surveille, infiltre et recueille des renseignements sur les systèmes informatiques utilisés par des entités étrangères aux États-Unis,,,.

#### Unités similaires
- Unité 61398 de l'armée populaire de Chine
- Bureau 121 de l'armée populaire de Corée

#### Sujets connexes
- Cyberattaque
- Cyberdéfense
- Cyberguerre
- Espionnage industriel
- Guerre électronique
- Guerre de l'information
- Risques en sécurité informatique